# 放送音楽協会
放送音楽協会 (英：Broadcast Music, Inc.、略称：BMI) は、米国作曲家作詞家出版者協会（ASCAP）、欧州舞台作家作曲家協会（SESAC）と並ぶ、アメリカ合衆国の演奏権管理団体のひとつ。BMIは、ソングライター、作曲家、音楽出版社に代わって楽曲の実演に許諾を与える対価として著作権使用料を徴収し、演奏される作品の著作権者たちに印税（ロイヤルティー）を分配している。2009年に、BMIは90.5億ドルの著作権使用料を徴収し、78.8億ドルを分配した。
BMIに所属するソングライターたちは、メインストリームのポップやカントリー・ミュージックから、デスメタルまで、あらゆる音楽の形態、あらゆるジャンルに及んでいる。BMIに楽曲の著作権を信託しているアーティストたちには、マライア・キャリー、レディー・ガガ、テイラー・スウィフト、エミネム、リアーナ、シャキーラらがおり、バンドの様々では; bands as diverse as マルーン5、エヴァネッセンス、ニッケルバック、リンキン・パーク、デスがおり、さらに、サム・クック、ウィリー・ネルソン、ファッツ・ドミノ、ドリー・パートンといった伝説的大物や、ハリー・グレッグソン＝ウィリアムズ、ジョン・ウィリアムズ、ニック・プロック (Nick Proch)、ダニー・エルフマン といった作曲家や、ミュージカル作家シャーマン兄弟（ロバート・シャーマンとリチャード・シャーマン）らが含まれている。

## 沿革
1930年代、音楽娯楽の主流になりつつあったラジオは、レコードの売り上げやライブ演奏の場に打撃を与える脅威であると見られていた。既に大不況が、録音でも実演でも、アーティストたちの収入を干上がらせていた。当時、既に20年以上にわたって実演権団体として傑出した存在であったASCAPはラジオ局に対して、実際にASCAPの楽曲をどれくらい使うかに関わらず、局の収入に対し定率の著作権使用料を支払う、ブランケット・ライセンス方式による契約の締結を求めた。1939年、ASCAPは、この定率の著作権使用料の大幅引き上げを発表した。全米放送事業者協会 (NAB) は、ASCAPに代わって安価に楽曲を提供する団体として、BMIを設立した。こうして、BMIの登場によって、実演権の分野でも競争がはじまり、すべての音楽利用者に開かれた選択肢が提供されることになった。
1941年には、全米のほとんどのラジオ局と、3大ラジオネットワークすべてが、ASCAPとのライセンス契約の更新を拒み、ASCAPの楽曲を完全に排除して、BMIの楽曲だけに頼ることを選んだ。1941年2月、BMIは合衆国司法省との合意に基づき、その業務形態に若干の変更を加え、ブランケット・ライセンス方式以外に、実際に使用する楽曲ごとにライセンスへの支払いを行なうことを可能にした。合意文書についてBMIとASCAPを監督する業務は、司法省の選択により、ミルウォーキー地方裁判所 (The U.S. District Court in Milwaukee) に委ねられた。
強力な体制を構えていたASCAPに対し、BMIは、それまでASCAPが見過ごしていたり、無視していたアーティストたちを探し求めた。またBMIは、多数のカタログの権利を、独立系の音楽出版社や、ASCAPとの契約が切れそうになっている音楽出版社から購入した。新たな作家たちを引き寄せるために、BMIは実演回数に応じた定額の印税支払いをソングライターたちや音楽出版社に提示し、あまり楽曲が使われる機会の少ない作家に不利な二重制 (two-tier system) をとっていたASCAPとの違いを見せた。こうして、当初はラジオ局の著作権使用料支払いをめぐる問題から創設され、ラジオ局の収入とアーティストの収入の対立に焦点が当たっていたBMIは、合衆国において初めてブルース、ジャズ、リズム・アンド・ブルース、ゴスペルといった、ASCAPが代表となることを避けていた黒人のジャンル、演奏者、作家や、カントリー、フォーク、ラテン、そして後にはロックンロールを代表する、実演権団体となっていった。1940年代から1950年代にかけて、BMIはカントリーやR&Bのアーティストについては最も有力な実演権団体であり、一方のASCAPは、より主流のポップ系に軸を置いていた。この時期には、クラシック音楽の分野にも手を広げ始め、今やBMIは権威あるアメリカ芸術・文学アカデミー (American Academy of Arts and Letters) の会員の大部分を代表し、ピューリッツァー賞 音楽部門で30個の賞を得るに至っている。

## 業務
BMIは、非営利団体であり、以下の音楽利用者に著作権使用許諾のライセンスを与えている。
- テレビ、ラジオの放送局、ネットワーク
- インターネットや移動体通信技術に関わるニューメディア：ポッドキャスト、着信メロディ、リングバック（メロディコールに相当するサービス）
- 衛星音声サービス（衛星ラジオ）：XMサテライトラジオ (XM Satellite Radio)、シリウス・サテライトラジオ (Sirius Satellite Radio)
- ナイトクラブ、ディスコ、ホテル、バー、レストラン
- オーケストラ、コンサート楽団、クラシック系の室内楽アンサンブル
- デジタル式のジュークボックス
- ライブ・コンサート

BMIは、管理下にある750万曲について公の場での実演を追跡しており、徴収した著作権使用量を、信託を受けた50万人以上のソングライター、作曲家、音楽出版社などに印税として分配しており、さらに、世界中の何千ものアーティストたちが、合衆国における代表者としてBMIを選んでいる。BMIの事務所は、ニューヨーク、アトランタ、マイアミ、ナッシュビル、ロサンゼルス、プエルトリコ、ロンドンに置かれている。
BMIは、毎年、管理するカタログの中で最も頻繁に演奏された曲のソングライター、作曲家、音楽出版社などに賞を与えるBMI賞の授賞式を行なっている。BMI賞には、ラテン、ポップ、映画/テレビ、アーバン、ロンドン、カントリー、クリスチャンの各賞と、先駆者を顕彰するという趣旨からゴスペル音楽を対象としている BMI Trailblazers of Gospel Music Luncheon がある。BMIは、オンライン海賊行為防止法案 (Stop Online Piracy Act bill) を支持している。